# Ancylometes rufus
Ancylometes rufus là một loài nhện trong họ Ctenidae.
Loài này thuộc chi Ancylometes. Ancylometes rufus được Charles Athanase Walckenaer miêu tả năm 1837.